# Ledounat

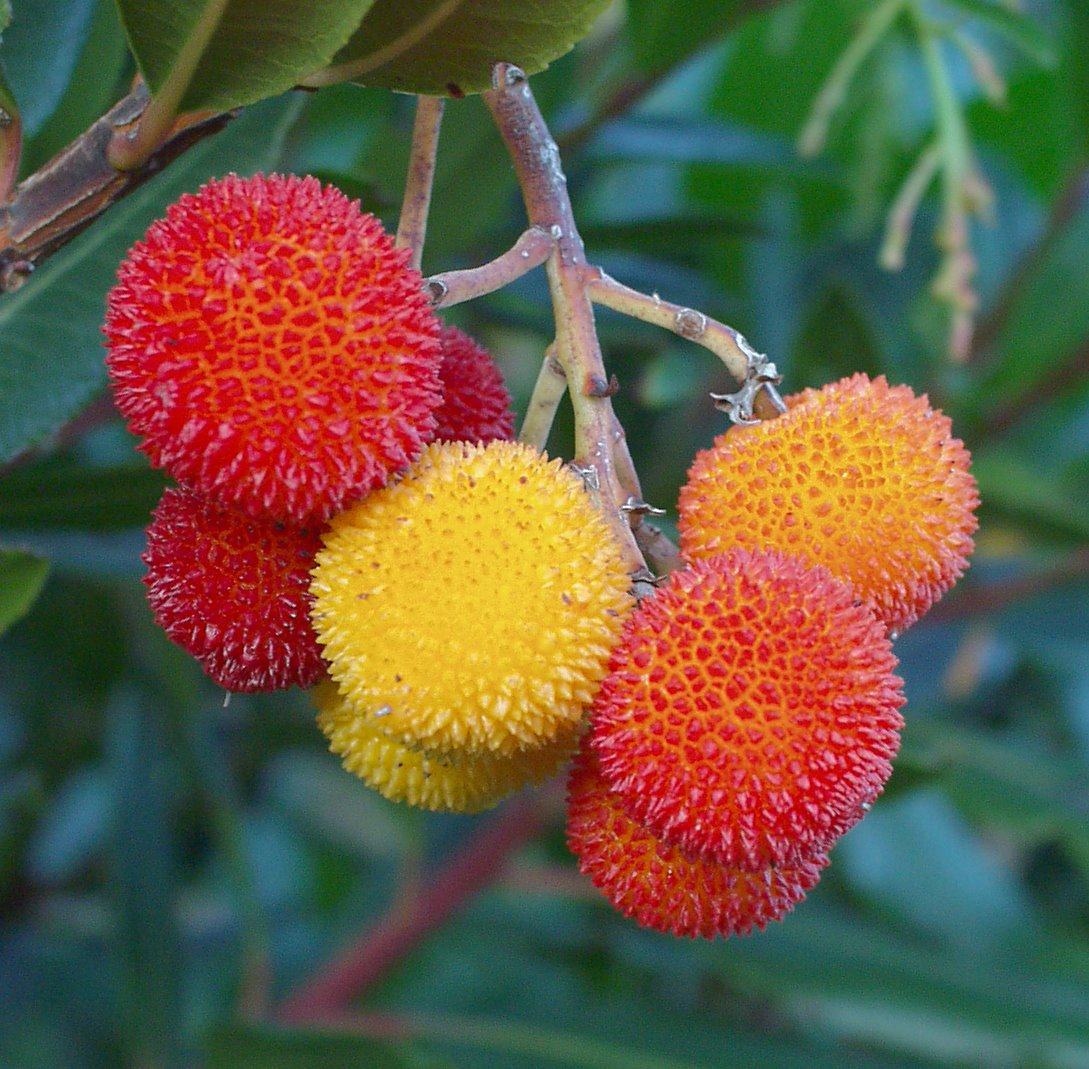
Des arbouses

Le ledounat est une liqueur à base d'arbouse, confectionnée autrefois dans les Landes de Gascogne, tout particulièrement sur le bassin d'Arcachon. Appréciée localement au milieu du XIXe siècle, elle s'est fait connaître ponctuellement au-delà du bassin, notamment à Bordeaux où elle est mentionnée en 1865 par la Société linnéenne de Bordeaux qui vantait cette « liqueur qui pétille à peu près comme le vin de Champagne. »

## Étymologie
ledounat vient du gascon ledoun qui signifie « arbouse ». Ainsi nommées car les arbousiers sont très fréquents dans les lèdes des dunes littorales.

## Source
- Olivier de Marliave, Dictionnaire du bassin d'Arcachon, Éditions Sud Ouest, Bordeaux, 2002